# Гафурийский район
Гафури́йский райо́н (баш. Ғафури районы) — административно-территориальная единица (район) и муниципальное образование (муниципальный район) в её границах под наименованием муниципальный район Гафурийский район (баш. Ғафури районы муниципаль районы) в составе Республики Башкортостан Российской Федерации.
Административный центр — село Красноусольский, находящееся в 100 км от Уфы и 45 км от Стерлитамака.
На территории района находится географический центр Республики Башкортостан.

## Географическое положение и климат
Район расположен на западных склонах Южного Урала. Площадь района составляет 3039 км², протяжённость с севера на юг составляет 72 км, с востока на запад — 67 км.
Большая часть территории района горная (абсолютная высота — до 600—700 м), достаточно увлажнённая, покрыта широколиственными и берёзово-осиновыми лесами. Узкая равнинная западная полоса занята долиной реки Белой. Климат умеренно континентальный, незначительно засушливый. Преобладают серые лесные, пойменные почвы и оподзоленные чернозёмы. Гидрографическую сеть образуют реки Зилим, Зиган и Усолка — правые притоки Белой. В недрах района имеются месторождения нефти, стекольного доломита, кварцевого песка, песка, песчано-гравийной смеси, известняка, гипса, кирпичного сырья. В окрестностях Белого озера (Аккуль) организован Белоозерский государственный заказник по охране бобра, куницы, норки, барсука и других. Объявлены памятниками природы Белое озеро, Красноусольские минеральные источники, Кутлугузинское обнажение верхнемеловых пород с морской фауной, заросли лещины у села Саитбаба, ельники по среднему течению реки Зилим.

## История
Район образован 20 августа 1930 года. Первоначально носил название Красноусольский, 23 ноября 1940 года был переименован в Гафурийский в связи с 60-летием писателя Мажита Гафури, родившегося в деревне Зилим-Караново.

## Население
| 1989    | 2002    | 2008    | 2009    | 2010    | 2012    | 2013    |
| ------- | ------- | ------- | ------- | ------- | ------- | ------- |
| 36 778  | ↘36 761 | ↘35 669 | ↘35 637 | ↘33 869 | ↘33 503 | ↘33 092 |
| 2014    | 2015    | 2016    | 2017    | 2021    |         |         |
| ↘32 544 | ↘32 091 | ↘31 631 | ↘31 364 | ↘30 781 |         |         |

### Национальный состав
Согласно Всероссийской переписи населения 2010 года: башкиры — 45 %, русские — 22,8
%, татары — 21,7 %, чуваши — 7,8 %, лица других национальностей — 2,7 %.
По итогам переписи населения 2020 года проживали следующие национальности (национальности менее 0,1 % и другое см. в сноске к строке «Другие»):
| Национальность | Численность, чел. | Доля     |
| -------------- | ----------------- | -------- |
| Башкиры        | 16 234            | 52,74 %  |
| Русские        | 6924              | 22,49 %  |
| Татары         | 5322              | 17,29 %  |
| Чуваши         | 1764              | 5,73 %   |
| Армяне         | 131               | 0,43 %   |
| Езиды          | 104               | 0,34 %   |
| Украинцы       | 58                | 0,19 %   |
| Узбеки         | 41                | 0,13 %   |
| Другие         | 203               | 0,66 %   |
| Итого          | 30 781            | 100,00 % |

### Языковой состав
Согласно Всероссийской переписи населения 2010 года родными языками населения являлись:
башкирский — 44 %, русский — 27,8 %, татарский — 21 %, чувашский — 6 %.
Согласно Всероссийской переписи населения 2020 года родными языками населения являлись:
башкирский — 51,2 %, русский — 26 %, татарский — 16,6 %, чувашский — 4,9 %.

## Административное деление
В Гафурийский район как административно-территориальную единицу республики входит 16 сельсоветов.
В одноимённый муниципальный район в рамках местного самоуправления входит 16 муниципальных образований со статусом сельского поселения:
| №     | Муниципальное образование   | Административный центр | Количество населённых пунктов | Население (чел.) | Площадь (км²) |
| ----- | --------------------------- | ---------------------- | ----------------------------- | ---------------- | ------------- |
| 1e-06 | Сельское поселение          |                        |                               |                  |               |
| 1     | Белоозерский сельсовет      | село Белое Озеро       | 12                            | ↘2835            | 182,09        |
| 2     | Бельский сельсовет          | село Инзелга           | 5                             | ↘762             | 122,93        |
| 3     | Бурлинский сельсовет        | село Бурлы             | 6                             | ↘1375            | 110,56        |
| 4     | Буруновский сельсовет       | село Буруновка         | 3                             | ↘448             | 76,79         |
| 5     | Зилим-Карановский сельсовет | село Зилим-Караново    | 11                            | ↘1575            | 130,10        |
| 6     | Имендяшевский сельсовет     | село Карагаево         | 9                             | ↘1162            | 142,09        |
| 7     | Ковардинский сельсовет      | село Коварды           | 4                             | ↘1491            | 157,13        |
| 8     | Красноусольский сельсовет   | село Красноусольский   | 5                             | ↗12 929          | 241,43        |
| 9     | Мраковский сельсовет        | село Мраково           | 5                             | ↘673             | 56,01         |
| 10    | Саитбабинский сельсовет     | село Саитбаба          | 8                             | ↘2348            | 307,35        |
| 11    | Табынский сельсовет         | село Табынское         | 10                            | ↘2713            | 208,21        |
| 12    | Ташбукановский сельсовет    | село Нижний Ташбукан   | 3                             | ↘490             | 88,56         |
| 13    | Ташлинский сельсовет        | деревня Ташла          | 5                             | ↘608             | 455,41        |
| 14    | Толпаровский сельсовет      | деревня Толпарово      | 2                             | ↘238             | 557,44        |
| 15    | Утяковский сельсовет        | село Утяково           | 4                             | ↘828             | 143,64        |
| 16    | Янгискаинский сельсовет     | село Янгискаин         | 3                             | ↘889             | 58,30         |

### Населённые пункты
| №  | Населённый пункт     | Тип     | Население | Муниципальное образование   |
| -- | -------------------- | ------- | --------- | --------------------------- |
| 1  | Абдуллино            | деревня | ↘69       | Зилим-Карановский сельсовет |
| 2  | Акташево             | деревня | ↘126      | Ковардинский сельсовет      |
| 3  | Антоновка            | село    | ↘592      | Белоозерский сельсовет      |
| 4  | Архангельское        | село    | ↘145      | Табынский сельсовет         |
| 5  | Ахметка              | деревня | ↘53       | Табынский сельсовет         |
| 6  | Базиково             | деревня | ↘206      | Буруновский сельсовет       |
| 7  | Баимбетово           | деревня | ↘175      | Бурлинский сельсовет        |
| 8  | Бакрак               | деревня | ↘124      | Зилим-Карановский сельсовет |
| 9  | Белое Озеро          | село    | ↘1325     | Белоозерский сельсовет      |
| 10 | Белоозёровка         | деревня | ↘28       | Белоозерский сельсовет      |
| 11 | Белый Камень         | деревня | ↘118      | Красноусольский сельсовет   |
| 12 | Берёзовка            | деревня | ↗154      | Табынский сельсовет         |
| 13 | Большой Утяш         | деревня | ↘172      | Зилим-Карановский сельсовет |
| 14 | Бурлы                | село    | ↘539      | Бурлинский сельсовет        |
| 15 | Буруновка            | село    | ↘258      | Буруновский сельсовет       |
| 16 | Верхний Ташбукан     | деревня | ↘55       | Ташбукановский сельсовет    |
| 17 | Воиновка             | деревня | ↘108      | Белоозерский сельсовет      |
| 18 | Героевка             | деревня | →0        | Табынский сельсовет         |
| 19 | Дарьино              | деревня | ↘250      | Белоозерский сельсовет      |
| 20 | Деревня пчелосовхоза | деревня | ↘169      | Красноусольский сельсовет   |
| 21 | Дмитриевка           | деревня | ↘127      | Белоозерский сельсовет      |
| 22 | Дмитриевка           | деревня | ↘67       | Мраковский сельсовет        |
| 23 | Заречный             | деревня | ↗78       | Красноусольский сельсовет   |
| 24 | Зилим-Караново       | село    | ↘431      | Зилим-Карановский сельсовет |
| 25 | Зириклы              | деревня | ↗29       | Толпаровский сельсовет      |
| 26 | Зириково             | деревня | ↘161      | Бурлинский сельсовет        |
| 27 | Ибрагимово           | деревня | ↘340      | Зилим-Карановский сельсовет |
| 28 | Ивановка             | село    | ↘59       | Белоозерский сельсовет      |
| 29 | Игенчеляр            | деревня | ↗107      | Утяковский сельсовет        |
| 30 | Иктисад              | деревня | →7        | Утяковский сельсовет        |
| 31 | Имендяшево           | село    | ↘341      | Имендяшевский сельсовет     |
| 32 | Имянник              | деревня | ↘98       | Саитбабинский сельсовет     |
| 33 | Инзелга              | село    | ↘389      | Бельский сельсовет          |
| 34 | Карагаево            | село    | ↘297      | Имендяшевский сельсовет     |
| 35 | Каран-Елга           | деревня | ↘265      | Саитбабинский сельсовет     |
| 36 | Карлы                | деревня | ↘78       | Мраковский сельсовет        |
| 37 | Коварды              | село    | ↘818      | Ковардинский сельсовет      |
| 38 | Краснодубровск       | деревня | ↘12       | Бельский сельсовет          |
| 39 | Красноусольский      | село    | ↘11 241   | Красноусольский сельсовет   |
| 40 | Красный Октябрь      | деревня | ↘11       | Мраковский сельсовет        |
| 41 | Кузьма-Александровка | деревня | →1        | Табынский сельсовет         |
| 42 | Кулканово            | деревня | ↘166      | Саитбабинский сельсовет     |
| 43 | Кургашла             | деревня | ↘280      | Ташбукановский сельсовет    |
| 44 | Курмантау            | село    | ↘420      | Бурлинский сельсовет        |
| 45 | Курорта              | село    | ↘598      | Красноусольский сельсовет   |
| 46 | Кутлугуза            | деревня | ↘314      | Бельский сельсовет          |
| 47 | Кызыл Яр             | деревня | ↘49       | Зилим-Карановский сельсовет |
| 48 | Луговая              | деревня | ↘126      | Белоозерский сельсовет      |
| 49 | Малый Утяш           | деревня | ↘122      | Зилим-Карановский сельсовет |
| 50 | Мендим               | деревня | ↘204      | Ташлинский сельсовет        |
| 51 | Михайловка           | деревня | →3        | Бурлинский сельсовет        |
| 52 | Мраково              | село    | ↘634      | Мраковский сельсовет        |
| 53 | Мураз                | деревня | ↘124      | Имендяшевский сельсовет     |
| 54 | Некрасовка           | деревня | ↘52       | Имендяшевский сельсовет     |
| 55 | Нижний Ташбукан      | село    | ↘166      | Ташбукановский сельсовет    |
| 56 | Новая Альдашла       | деревня | ↗3        | Ташлинский сельсовет        |
| 57 | Новозаитово          | деревня | →0        | Саитбабинский сельсовет     |
| 58 | Новозириково         | деревня | ↘101      | Зилим-Карановский сельсовет |
| 59 | Новокарамышево       | деревня | ↘81       | Бельский сельсовет          |
| 60 | Новосемёновка        | деревня | →14       | Ташлинский сельсовет        |
| 61 | Новотаишево          | деревня | ↘25       | Имендяшевский сельсовет     |
| 62 | Новотроевка          | деревня | ↘32       | Мраковский сельсовет        |
| 63 | Новые Бурлы          | деревня | ↘73       | Табынский сельсовет         |
| 64 | Новые Коварды        | деревня | ↘14       | Имендяшевский сельсовет     |
| 65 | Ноябревка            | деревня | ↘8        | Янгискаинский сельсовет     |
| 66 | Павловка             | деревня | ↘57       | Табынский сельсовет         |
| 67 | Петропавловка        | деревня | →3        | Буруновский сельсовет       |
| 68 | Победа               | деревня | ↘4        | Табынский сельсовет         |
| 69 | Родина               | село    | ↘703      | Табынский сельсовет         |
| 70 | Русский Саскуль      | деревня | ↘338      | Белоозерский сельсовет      |
| 71 | Сабаево              | деревня | ↘177      | Ковардинский сельсовет      |
| 72 | Саитбаба             | село    | ↘1452     | Саитбабинский сельсовет     |
| 73 | Софьино              | деревня | ↘6        | Белоозерский сельсовет      |
| 74 | Средний Утяш         | деревня | ↘56       | Зилим-Карановский сельсовет |
| 75 | Суходол              | деревня | ↘2        | Ташлинский сельсовет        |
| 76 | Табынское            | село    | ↘1827     | Табынский сельсовет         |
| 77 | Таишево              | деревня | ↘176      | Имендяшевский сельсовет     |
| 78 | Татарский Саскуль    | деревня | ↘194      | Белоозерский сельсовет      |
| 79 | Таш-Асты             | деревня | ↘123      | Имендяшевский сельсовет     |
| 80 | Ташла                | деревня | ↘507      | Ташлинский сельсовет        |
| 81 | Толпарово            | деревня | ↘236      | Толпаровский сельсовет      |
| 82 | Тугаево              | деревня | ↘270      | Утяковский сельсовет        |
| 83 | Тугай                | деревня | →92       | Саитбабинский сельсовет     |
| 84 | Уваровка             | деревня | ↘10       | Белоозерский сельсовет      |
| 85 | Узбяково             | деревня | ↘374      | Зилим-Карановский сельсовет |
| 86 | Урал                 | деревня | ↘38       | Янгискаинский сельсовет     |
| 87 | Усманово             | деревня | ↘246      | Саитбабинский сельсовет     |
| 88 | Утяково              | село    | ↘567      | Утяковский сельсовет        |
| 89 | Цапаловка            | деревня | ↘29       | Бельский сельсовет          |
| 90 | Юзимяново            | деревня | ↘317      | Саитбабинский сельсовет     |
| 91 | Юлуково              | село    | ↘741      | Ковардинский сельсовет      |
| 92 | Юрмаш                | деревня | ↘175      | Имендяшевский сельсовет     |
| 93 | Явгильды             | деревня | ↘226      | Бурлинский сельсовет        |
| 94 | Якты-Куль            | деревня | ↘53       | Зилим-Карановский сельсовет |
| 95 | Янгискаин            | село    | ↘888      | Янгискаинский сельсовет     |

## Экономика
Экономика района имеет аграрно-лесопромышленный характер. Сельскохозяйственные угодья занимают 85,2 тыс. га (28 % общей площади района), из них 50,3 тыс. га пашни, 12,2 тыс. га сенокосов и 22,7 тыс. га пастбищ. Равнинная западная часть района относится к южной лесостепной зоне и специализируется на выращивании яровой пшеницы, сахарной свёклы, картофеля и овощей, разведении крупного рогатого скота молочно-мясного направления, свиней и овец. Широко распространено пчеловодство. В восточной горно-лесной части района с небольшими пахотными угодьями развито скотоводство мясо-молочного направления. Под лесами занято 184,1 тыс. га (60,6 % территории района). Запасы древесины — 28529,5 тыс. м³ с преобладанием спелых и перестойных насаждений мягколиственных пород. Большое место в экономической составляющей района занимает туристическая индустрия, в первую очередь это санаторий «Красноусольск», детский санаторий, оздоровительно-спортивные лагеря, пещеры и памятники природы.

## Транспорт

### Железнодорожный транспорт
На западе района, местами пересекая его территорию, проходит железная дорога Карламан — Мурапталово. На данной железной дороге в пределах Гафурийского района имеются два остановочных пункта: станция Белое Озеро в одноименном селе и платформа 95 км в деревне Софьино. Оба остановочных пункта соединены ежедневным пассажирским пригородным сообщением между собой, а также со станциями Уфа, Карламан и Стерлитамак.

### Автодорожный транспорт
Основную роль играют автодороги Толбазы — Красноусольский и Архангельское — Красноусольский — Петровское.

## Социальная сфера
В районе имеются 19 общеобразовательных школ, в том числе 12 средних, включая башкирскую гимназию, 6 основных, филиал Аургазинского многопрофильного колледжа (бывшее профессиональное училище), 33 массовые библиотеки, 46 клубных учреждений, центральная районная и 3 сельские участковые больницы. На территории района находится санаторий «Красноусольск», детский санаторий «Красноусольский», детский лагерь «Дубки». Издаются районные газеты «Табын» на башкирском и «Звезда» на русском языках.

## Достопримечательности
- Памятник М.Гафури в селе Красноусольский (1957). Скульпторы Т. П. Нечаева, В. Г. Морозова, арх. Арсланов.
- Бюст М.Гафури в селе Зилим-Караново (1958). Скульптор В. Г. Морозова.
- Памятник односельчанам, погибшим в годы Великой Отечественной войны в деревне Тугаево (1965).
- Памятник погибшим в годы Великой Отечественной войны в селе Утяково (1965).
- Обелиск павшим в годы Великой Отечественной войны в деревне Имянник (1968).
- Памятник погибшим в годы Великой Отечественной войны в деревне Усманово (1968).
- Памятник павшим в годы Великой Отечественной войны в деревне Юзимяново (1968).
- Памятник воинам, погибшим в годы Великой Отечественной войны в селе Белое Озеро (1970).
- Памятник воинам-землякам, погибшим в годы Великой Отечественной войны в селе Саитбаба (1970).
- Памятник погибшим в Великой Отечественной войне в деревне Толпарово (1971).
- Памятник борцам за советскую власть в годы Гражданской войны в селе Саитбаба (1971).
- Памятник борцам за власть Советов в селе Табынское (1971).
- Памятник участникам Великой Отечественной войны в селе Архангельское (1975).
- Памятник воинам, погибшим в Великой Отечественной войне в деревне Русский Саскуль (1975).
- Памятник погибшим в Великой Отечественной войне в селе Инзелга (1978).
- Мемориальный комплекс с обелиском и вечным огнём в селе Янгискаин (1984).
- Памятник «Мать-труженица» в селе Янгискаин (1984).
- Памятник воину-интернационалисту Ю. Р. Зайнуллину в деревне Мендим (1986).
- Памятник погибшим в Великой Отечественной войне в селе Табынское (1988).
- Памятник павшим в Великой Отечественной войне в селе Мраково (1989).
- Памятник погибшим в Великой Отечественной войне в деревне Каран-Елга (1994).
- Памятник односельчанам, погибшим в годы Великой Отечественной войны в селе Утяково (1994).
- Мемориал Героев Советского Союза с Вечным огнём в селе Красноусольский. Сооружены бюсты З. Н. Ахметзянова, З. Л. Асфандиярова, А. Ф. Ковальского, А. С. Горина, И. В. Пятяри. Скульптор Х. М. Хабибрахманов (1995).
- Знак «Географический центр Башкортостана», памятник участникам войн и ритуальный объект «Камни лета» в деревне Зириково.
- Монумент «Страна Табын»